# Rufius Achilius Maecius Placidus
Rufius Achilius Maecius Placidus (fl. 476-483) est un homme politique de l'Empire romain.

## Biographie
Il est consul en 481, sans collègue, désigné par le patrice d'Italie Odoacre.
Selon une inscription, il bénéficie de 476 à 483 d'un siège réservé au Colisée. 